# いとうさとる
いとう さとる（8月29日 - ）は、日本の男性声優。千葉県出身。ステイラック所属。

## 略歴
2018年にステイラック附属声優・俳優養成所のFollow-Upに入所し、2019年よりステイラックに所属。

## 人物
趣味・特技として歌唱、料理、物真似、笑顔をそれぞれ挙げている。

## 出演
太字はメインキャラクター。

### テレビアニメ
2019年
- 異世界チート魔術師（街の人たち）
- カードファイト!! ヴァンガード（2019年 - 2020年、魚屋の主人、対戦者B、モヒカンB） - 2シリーズ
- 真・中華一番!（2019年 - 2021年、鳥海閣料理人、料理人、広州料理界料理人、観客、船員 他） - 2シリーズ
- Fate/Grand Order -絶対魔獣戦線バビロニア-（ウルク兵士）
- 警視庁 特務部 特殊凶悪犯対策室 第七課 -トクナナ-（刑事）

2020年
- GO!GO!アトム（ジークフリート）
- ドロヘドロ（門番）
- アルテ（親方、店主、男、店員、徒弟）
- 文豪とアルケミスト 〜審判ノ歯車〜（サトミ）
- 恋とプロデューサー〜EVOL×LOVE〜（部下）
- 憂国のモリアーティ（スタンフォード）

2021年
- はたらく細胞BLACK（赤血球）
- 装甲娘戦機（滝沢）
- Sonny Boy（犬山）
- 進化の実〜知らないうちに勝ち組人生〜（兵士）

2022年
- リアデイルの大地にて（騎士）
- 永遠の831（専業配達員B）
- SPY×FAMILY（2022年 - 2023年、不動産屋、殺し屋） - 2シリーズ
- おにぱん!（八百屋のおやじ、落とし穴部部長 他）
- ユーレイデコ（捜索部隊・隊員B、評価調整官B）
- 永久少年 Eternal Boys（2022年 - 2023年、専務、面接官、おじいちゃん）
- 機動戦士ガンダム 水星の魔女（参列者）

2023年
- ヴィンランド・サガ（クヌートの使者）
- マッシュル-MASHLE-（2023年 - 2024年、シュークリーム屋の店員、受験生、ジョン・ピエール、男子生徒、市民） - 2シリーズ
- 王様ランキング 勇気の宝箱（店員、盗賊、山賊、騎士、文官 他）
- 地獄楽（藩主）
- 英雄教室（上級クラス、男子生徒）
- ダークギャザリング（男子生徒、霊、武士、父の霊、警部 他）
- わたしの幸せな結婚（2023年 - 2025年、呪術師、呪術師たち） - 2シリーズ
- Helck（ムーンミ）
- 葬送のフリーレン（村人）
- 薬屋のひとりごと（2023年 - 2025年、宦官、武官、官僚、文官） - 2シリーズ
- 呪術廻戦 懐玉・玉折/渋谷事変（官公庁職員、一般人）

2024年
- 最強タンクの迷宮攻略〜体力9999のレアスキル持ちタンク、勇者パーティーを追放される〜（ヴィルド）
- 最弱テイマーはゴミ拾いの旅を始めました。（警備長、男性冒険者B、隊員、アダリクリ、裏切者自警団）
- 異修羅（リチア兵）
- 30歳まで童貞だと魔法使いになれるらしい（社長）
- 喧嘩独学（店員）
- 終末トレインどこへいく?（柔道ゾンビ、ゾンビ、牛丼最古参）
- ただいま、おかえり（親族）
- ダンジョン飯（村人4）
- 黒執事 -寄宿学校編-（生徒）
- 神之塔 -Tower of God- 工房戦（イオ）
- ハイガクラ（漁師）
- ありふれた職業で世界最強 season 3（帝国兵）
- 転生貴族、鑑定スキルで成り上がる（アントン）

2025年
- 想星のアクエリオン Myth of Emotions（武市太朗）
- どうせ、恋してしまうんだ。（星川吾郎）
- ニートくノ一となぜか同棲はじめました（常連客）
- ちくわ戦記〜おれのカワイイで地球侵略〜（モブゲップラー星人、ゲップラー星人 犬A、ゲップラー星人 犬 上司）
- 戦隊大失格（村上重信、スポンサー）
- ヴィジランテ-僕のヒーローアカデミア ILLEGALS-（疾風怒濤三兄弟1）
- LAZARUS ラザロ（警備員）
- 神統記（テオゴニア）（ラグ村兵士）
- 陰陽廻天 Re:バース（陰陽師）

### Webアニメ
- 終末のワルキューレ（2021年 - 2023年、フォルセティ、神々、二シュンバ、谷原梶之助、観客） - 2シリーズ
- 爆丸ジオガンライジング（2021年、デモーク）
- Shenmue the Animation（2022年、福さん、警官、男）
- 爆丸エボリューションズ（2023年、デュボア）
- SAND LAND: THE SERIES（2024年、フォレストランド王国軍兵士、フォレストランド国民）

### ゲーム
- 幻奏喫茶アンシャンテ（2019年、男性[23]）
- 龍が如く ONLINE（2019年、大塚光太郎[24]）
- クルセイダークエスト（2019年、オーディン、ヘイム）
- オランピアソワレ（2020年）[25]
- ドラガリアロスト（2020年、青果店の主人、ディアネル帝国兵長）
- モンスターハンターストーリーズ2 〜破滅の翼〜（2021年）
- モンスターストライク（2024年、ビーマ[26]）
- 18TRIP（2024年）
- カイジ外伝：激熱の街（2024年、石和薫、有馬猛、古畑武志）

### ボイスドラマ
- A3! BRIGHT WINTER EP MANKAIチャンネル ～冬組編～[27]

### ラジオドラマ
- きくドラ〜ラジオドラマで聴く名作文学 Oヘンリ「賢者の贈り物」（ジム[28]）
- ユーゴー 「レ・ミゼラブル」（ジャン・ヴァルジャン）
- 小泉三申 「明智光秀」（明智光秀）
- イプセン「人形の家-EtDukkehjem-」（語り）

### 吹き替え

#### 映画
- オーヴァーロード（マーフィー[29]）
- F1/エフワン（ケール・ケルソー[30]）
- キャプテン・アメリカ:ブレイブ・ニュー・ワールド（ブルックス[31]）
- KCIA 南山の部長たち（パク・ヨンガク〈クァク・ドウォン〉[32]）
- THE KILLER/暗殺者（ユーリ〈ブルース・カーン〉[33]）
- ザ・シークレット: 希望を信じて（サン[34]）
- シー・ユー・イエスタデイ（英語版）（デニス[35]）
- ジュラシック・ワールド（職員1[36]）※ザ・シネマ版
- ジュラシック・ワールド/新たなる支配者[37]
- スコルピオン テロリスト制圧指令 （ジョニー[38]）
- セイビング・レニングラード 奇跡の脱出作戦（英語版） （スクヴォルツォフ[39] 、ミハイル）
- セント・エルモス・ファイアー（ウェイター頭[40]）※ザ・シネマ版
- ハンターキラー 潜航せよ（リード[41]）
- 百万長者と結婚する方法（エベン〈ロリー・カルホーン〉[42]）※N.E.M版
- ファミリー・マン ある父の決断 （シンデ[43] 、ヴィクラム）
- 不夜城の男（パク〈キム・サンホ〉）
- フライ・ミー・トゥ・ザ・ムーン[44]
- ブレイブ・ロード 名もなき英雄（英語版）（ぺぺ・ムハレム[45]、ジェラール大佐[45]）
- ホワイト・ノイズ
- Mr.&Mrs.フォックス（英語版）（ハンス[46]）
- ミックステープ: 伝えられずにいたこと（英語版）（ドニー）
- ムーンフォール（ジュールズ〈カイル・ゲートハウス〉[47]）
- ライリー・ノース -復讐の女神-（スタン・カーマイケル〈ジョン・ギャラガー・Jr〉）
- ワイルド・ストーム（ザンダー[48]、クレイトン[48]、ボールドウィン[48]）
- 別れる決心（チョルソン〈ソ・ヒョヌ〉[49]）

#### ドラマ
- グッド・ドクター 名医の条件 シーズン4
- ジェイコブを守るため（バーテンダー[50]）
- シカゴ・ファイア（サム・カーバー〈ジェイク・ロケット〉）
- ジュビリー 〜ボリウッドの光と影〜
- Julie and the Phantoms（バロン先生）
- スペース・フォース（ワンドウェルト[51]）
- チェルノブイリ（バレラ[52]）
- 何様なのよ?（英語版）（ティブス）
- My Dangerous Wife/「僕のヤバイ妻」トルコ版（部長[53]）
- ボバ・フェット/The Book of Boba Fett

#### アニメ
- Sherwood（英語版）（グリッパー[54]）
- スター・ウォーズ: バッド・バッチ（トレーダー）
- スター・ウォーズ レジスタンス（ストームトルーパー[55]）
- ボージャック・ホースマン シーズン6（エゼキエル、チャズ）[56]
- ロイヤルコーギー レックスの大冒険（カスター〈ジェイミー・アーレン・スコット〉[57]）

#### その他
- メイクアップ・スター（英語版）（エリス[58]）
- ラスト・バレー・レストーラー: 修復は俺たちに任せろ!（英語版） シーズン2-5（アナウンサー[59]）
- ラミー 自分探しの旅（モー[60]〈ムハンマド・アーメル（英語版）〉）
- あるアスリートの告発（ペニー）

### デジタルコミック
- ボイスラ!!（2019年、獅子吼灯士郎[61]）※第1弾のみ
- RED-LIGHT D（2024年、刺青の男、店主、震、バイト先の事務員2、鈴を襲撃した男2[62]）

### 特撮
- 爆上戦隊ブンブンジャー（2024年、テントグルマーの声）

### ナレーション
- ナイツのこれ、実はイチバンなんです！
- カンニング竹山のイチバン研究所

### テレビ番組
- 天才てれびくんYOU（NHK Eテレ） - ティラノ長老 役、丹波先生 役（いずれも声の出演）[63]

### オーディオブック
- 屍人荘の殺人（2020年、重元充）
- 夢をかなえるゾウ4 ガネーシャと死神（2020年、ぼく[64]）

### シリーズ一覧
1. ↑  新右衛門編（2019年）、『外伝 イフ-if-』（2020年）
2. ↑  第1期（2019年）、第2期（2021年）
3. ↑  Season 1:第1クール（2022年）、Season 2（2023年）
4. ↑  第1期（2023年）、第2期『神覚者候補選抜試験編』（2024年）
5. ↑  第一期（2023年）、第二期（2025年）
6. ↑  第1期（2023年 - 2024年）、第2期（2025年）